# Inwazja barbarzyńców
Inwazja barbarzyńców (fr. Les invasions barbares) – kanadyjsko-francuski komediodramat z 2003 roku w reżyserii Denys Arcanda.
Obraz jest kontynuacją nakręconego przez Arcanda w 1986 Upadku Cesarstwa Amerykańskiego. Film jest swoistym rozliczeniem ze złudzeniami studenckiego roku 1968. Po latach widać, że głoszone wówczas idee (np. wolności seksualnej) zamieniły się w karykaturę, czasem wręcz powodując nowe konflikty.
Akcja filmu rozgrywa się głównie w Quebecu i jego bohaterowie posługują się językiem francuskim.

## Opis fabuły
Rémy (Girard), pięćdziesięciokilkuletni profesor uniwersytecki, leży w montrealskim szpitalu publicznym. Jego choroba jest nieuleczalna. Była żona wzywa z Londynu skłóconego z nim syna - rzutkiego menadżera w finansowej korporacji (córka żegluje samotnie po Pacyfiku). Sébastien (Rousseau), początkowo niezbyt zachwycony pomysłem matki, wkrótce nie tylko zaczyna organizować ojcu lepsze warunki w szpitalu, ale przede doprowadza do przyjazdu jego przyjaciół i dawnych kochanek. Wiodą oni luźne rozmowy, z nostalgią, ale i sarkazmem wspominając przeszłość. Gdy bóle ojca się nasilą, Sébastien zacznie mu podawać heroinę dostarczaną przez Nathalie (Croze), córkę jednej z kochanek Rémy'ego, dziś uzależnioną od narkotyku trzydziestolatkę. W ostatnich scenach filmu poddany eutanazji Rémy umiera otoczony przyjaciółmi.

## Nagrody
- Nagroda dla najlepszej aktorki (Marie-Josée Croze) i za najlepszy scenariusz na 56. MFF w Cannes
- Oscar dla najlepszego filmu nieanglojęzycznego w 2004. Nominację otrzymał także Arcand za scenariusz oryginalny.
- Cezar dla najlepszego filmu roku w 2004. Césara dla najlepszego reżysera odebrał Arcand.